# Armand Ben
Armand Ben est un chansonnier français du XIXe siècle, né Jules-François-Adrien Benoît à Saint-Josse-ten-Noode (Bruxelles) le 4 mars 1840 et mort à Colombes le 8 mars 1882.

## Biographie
Il travailla entre autres avec Tac-Coen, Tony Rieffler, René d'Herville, Germain Laurens, Leopold Wenzel, Antoine Queyriaux, René de Saint-Prest, Louis Guéteville et Émile Duhem.

## Galerie

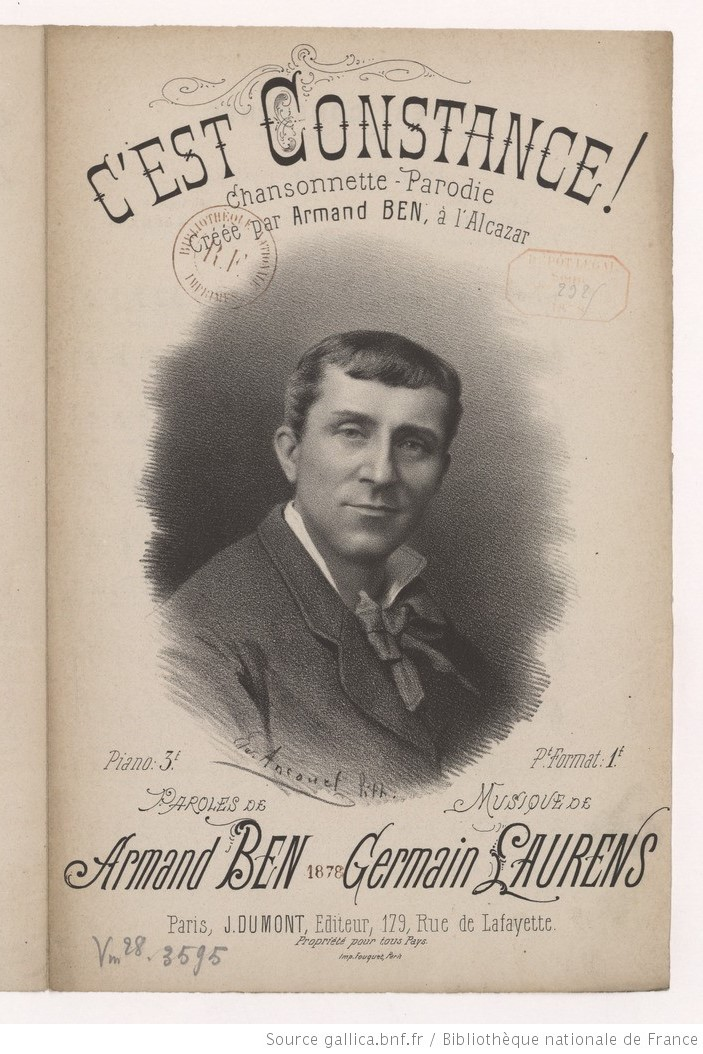
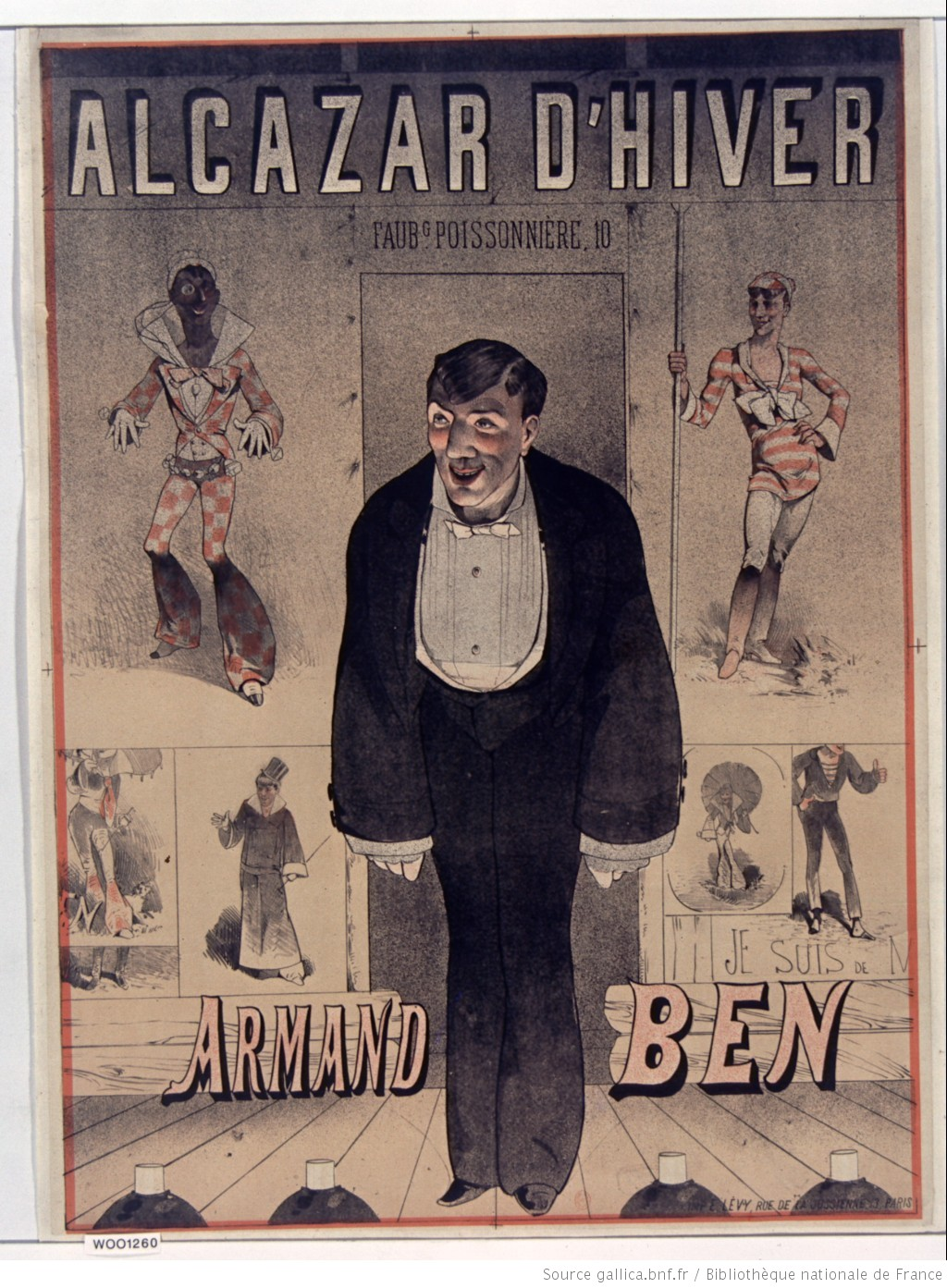
Armand Ben à l'Alcazar d'hiver
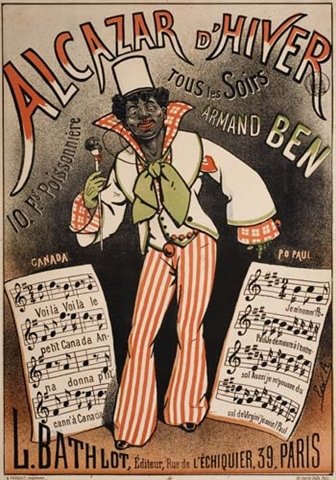
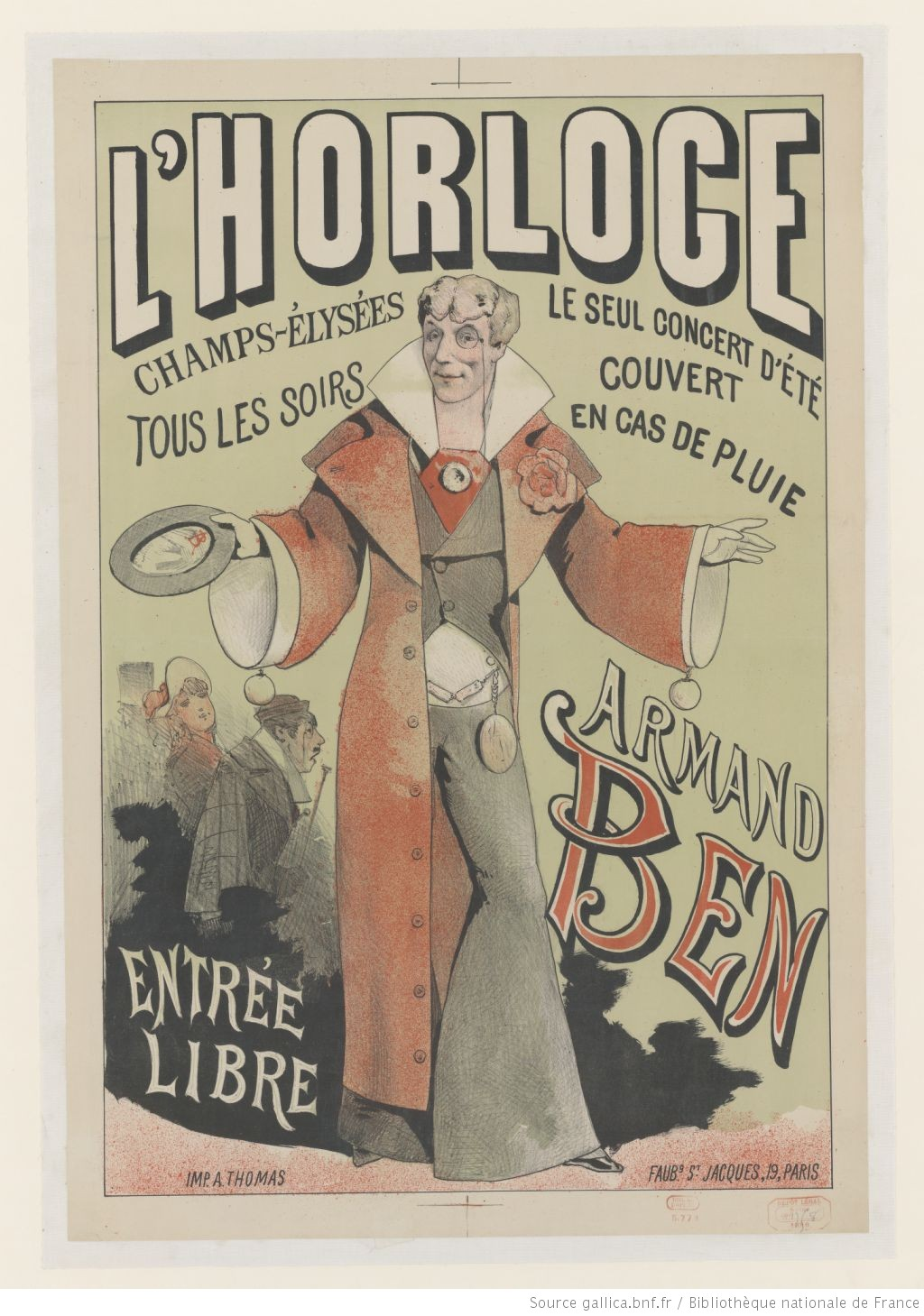

## Titres de quelques œuvres
- 1877 :  Allons Zo-zo ! : chansonnette, paroles de Armand Ben et Queyriaux ; musique de Tac-Coen ; créée par Armand Ben, à l'Alcazar d'hiver [3]
- 1878 : C'est Constance ! , musique de Germain Laurens[4]
- 1881 : L'Amiral Cachalot, chanson, paroles de René d'Herville et Armand Ben, musique de Tac-Coen, créée par Dufour [5]
- Ce qu'elle m'aime, paroles de Arthur Jaworski, musique de Gustave Michiels, créée par Armand Ben